# Universidad Humboldt de Berlín
La Universidad de Humboldt de Berlín (en alemán, Humboldt-Universität zu Berlin; antes, Universidad de Berlín) es la más antigua de esta ciudad alemana. Ha servido como modelo para otras universidades europeas y de otros países occidentales.
Fue fundada por el prusiano liberal Wilhelm von Humboldt en 1810 con el nombre de «Universidad de Berlín» (Universität zu Berlin). Simultáneamente se fundó también un museo de historia natural que al principio estuvo albergado en el mismo edificio que la universidad: el Museo de Historia Natural de Berlín. En 1889 se construyó un edificio separado para este museo de historia natural. Más tarde, a finales del siglo XX, el museo de historia natural se desvinculó definitivamente de la universidad.
En 1828 la universidad recibió el nombre de Universidad Friedrich-Wilhelm (Friedrich-Wilhelms-Universität) y más tarde fue conocida como "Universität unter den Linden". Por último, en 1949 se cambió el nombre a "Humboldt-Universität zu Berlin" (Universidad Humboldt de Berlín) en honor a su fundador. En la Universidad de Humboldt estudiaron veintinueve ganadores de un premio Nobel.
Existe en Berlín una discusión sobre la creación de una súper universidad en la que se ha comtemplado la posible fusión de las tres mayores universidades de Berlín (Freie Universität, Technische Universität y Humboldt).
La estructura de esta universidad alemana, enfocada a la enseñanza y la investigación, sirvió de modelo durante el siglo XIX a instituciones como la Universidad Johns Hopkins (primera dedicada a la investigación en Estados Unidos) y otras muchas como Universidad Harvard, Duke o la Universidad Cornell.
La Universidad Humboldt ha sido evaluada y medida su relevancia utilizando diversas figuras de mérito, en varias oportunidades, tales como:
- número de altos directivos en la economía alemana, la Universidad Humboldt ocupó el puesto 53 en 2019.

- En 2020, el British QS World University Rankings clasificó a la Universidad Humboldt en el puesto 117 en el mundo y en el cuarto lugar en Alemania. Su clasificación de materias fue: 15.º en Artes y Humanidades, 13.º en Filosofía y 7.º en Clásicos e Historia Antigua.
- El British Times Higher Education World University Ranking 2019 enumeró a Humboldt-University como la 67.ª mejor universidad del mundo y la cuarta mejor en Alemania.
- En 2020, el American U.S. News & World Report incluyó a la Universidad Humboldt como la 82 mejor del mundo, escalando ocho posiciones. Estar entre los 100 mejores del mundo en 17 áreas de las 29 clasificadas.

Los estudiantes de HU pueden estudiar en el extranjero durante un semestre o un año en instituciones asociadas como la Universidad de Warwick, la Universidad de Princeton y la Universidad de Viena.

## Historia

### Edificio principal

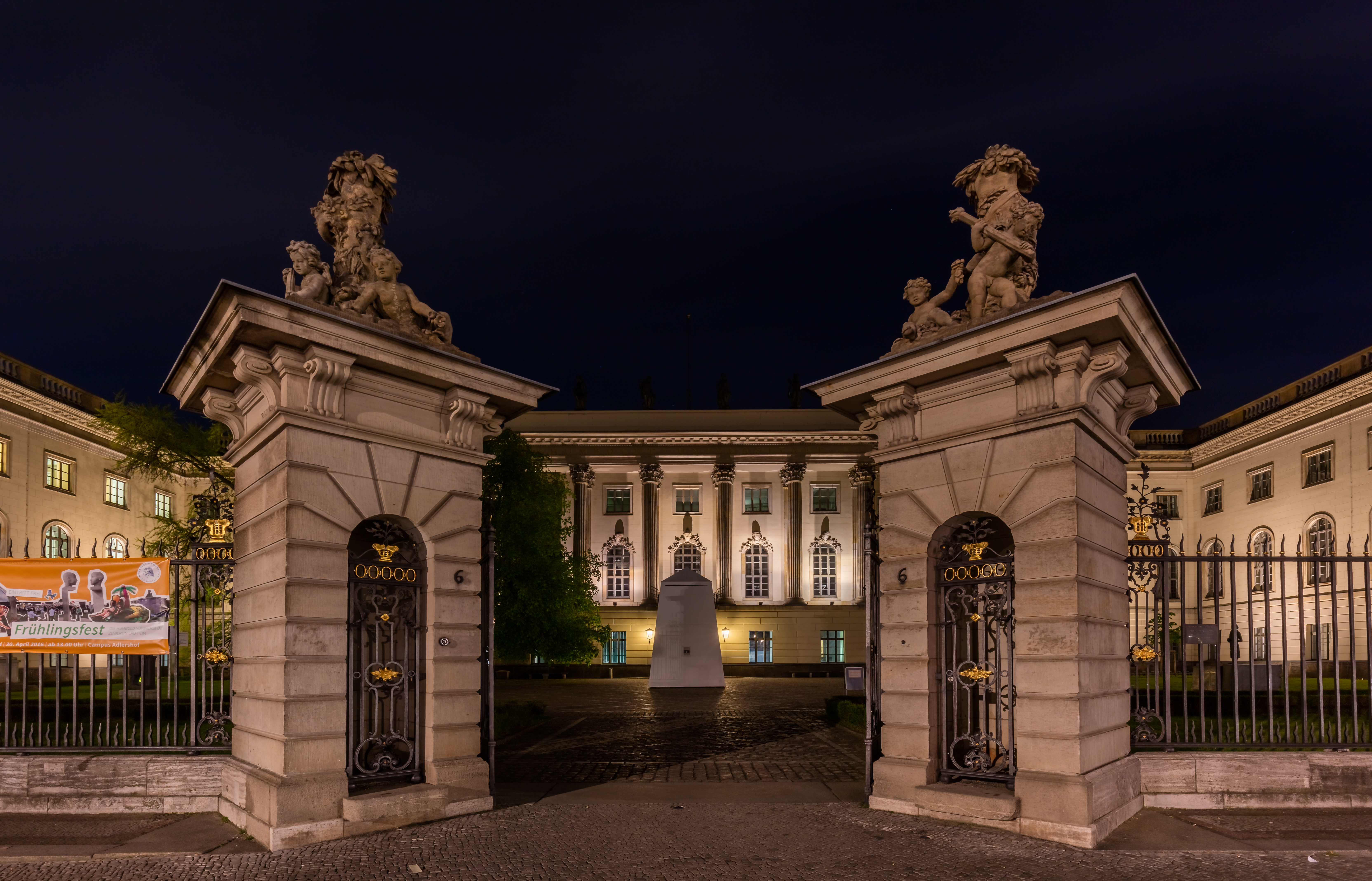
Vista nocturna de la entrada principal.

El edificio principal de la Universidad Humboldt es el Prinz-Heinrich-Palais (inglés: Prince Henry's Palace) en el bulevar Unter den Linden en el centro histórico de Berlín. Fue erigido entre 1748 y 1753 para el príncipe Enrique de Prusia, hermano de Federico el Grande, según los planos de Johann Boumann en estilo barroco. En 1809, la antigua residencia real prusiana se convirtió en un edificio universitario. Dañado durante los bombardeos aliados en la Segunda Guerra Mundial, fue reconstruido de 1949 a 1962.
En 1967, ocho estatuas del destruido Palacio de la ciudad de Potsdam fueron colocadas en las alas laterales del edificio universitario. Actualmente se discute la posibilidad de devolver las estatuas al Palacio de la Ciudad de Potsdam, que fue reconstruido como Parlamento Regional de Brandeburgo en 2013.

### Historia temprana
.

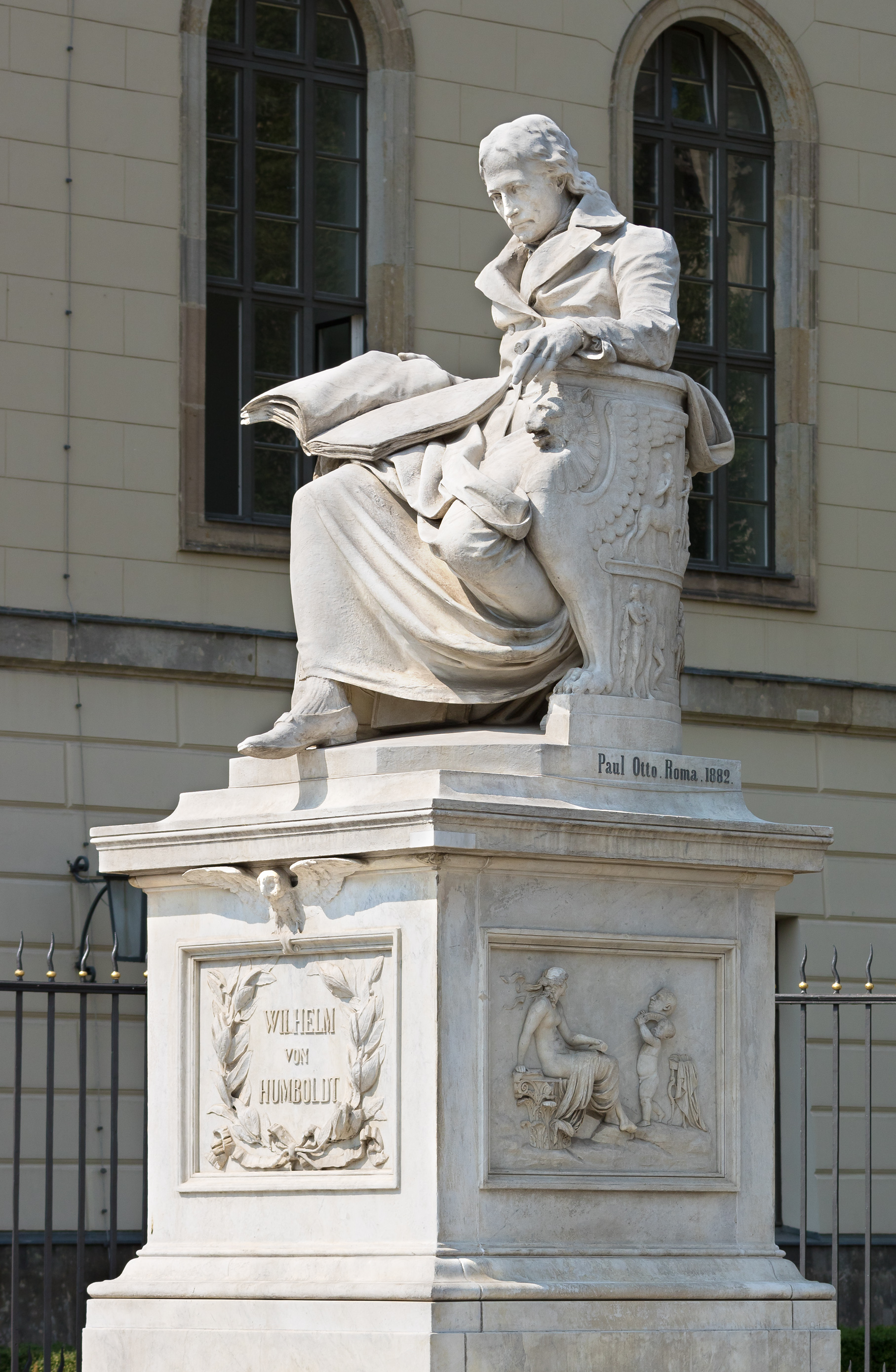
Estatua de Wilhelm von Humboldt frente al edificio principal del artista Paul Otto

La Universidad de Berlín fue creada el 16 de agosto de 1809, por iniciativa del político educativo liberal prusiano Wilhelm von Humboldt por Rey Federico Guillermo III, de forma similar a la Universidad de Bonn, durante el periodo del Movimiento Reformista Prusiano. La universidad se ubicó en un palacio construido entre 1748 y 1766 para el difunto príncipe Enrique, hermano menor de Federico el Grande. Después de que su viuda y sus noventa empleados se mudaran, las primeras clases no oficiales se impartieron en el edificio en el invierno de 1809. Humboldt se enfrentó a una gran resistencia a sus ideas mientras creaba la universidad. Presentó su renuncia al rey en abril de 1810, y no estuvo presente cuando se inauguró la escuela ese otoño. Los primeros estudiantes fueron admitidos el 6 de octubre de 1810, y el primer semestre comenzó el 10 de octubre de 1810, con 256 estudiantes y 52 profesores en las facultades de derecho, medicina, teología y filosofía bajo el rector Theodor Schmalz. La universidad celebra el 15 de octubre de 1810 como la fecha de su inauguración. En 1810, en el momento de la inauguración, la universidad estableció la primera cátedra académica en el campo de la historia en el mundo. Desde 1828 hasta 1945, la escuela recibió el nombre de Universidad Friedrich Wilhelm, en honor a su fundador. Ludwig Feuerbach, entonces uno de los estudiantes, hizo un comentario sobre la universidad en 1826: "Aquí no se trata de beber, de hacer duelos ni de agradables salidas comunales; en ninguna otra universidad se puede encontrar tanta pasión por el trabajo, tanto interés por las cosas que no son mezquinas intrigas estudiantiles, tanta inclinación por las ciencias, tanta calma y tanto silencio. Comparadas con este templo del trabajo, las demás universidades parecen casas públicas".
La universidad ha sido el hogar de muchos de los más grandes pensadores alemanes de los últimos dos siglos, entre ellos el filósofo idealista subjetivo Johann Gottlieb Fichte, el teólogo Friedrich Schleiermacher, el filósofo idealista absoluto G. W.F. Hegel, el teórico jurídico romántico Friedrich Carl von Savigny, el filósofo pesimista Arthur Schopenhauer, el filósofo idealista objetivo Friedrich Schelling, el crítico cultural Walter Benjamin y los famosos físicos Albert Einstein y Max Planck.

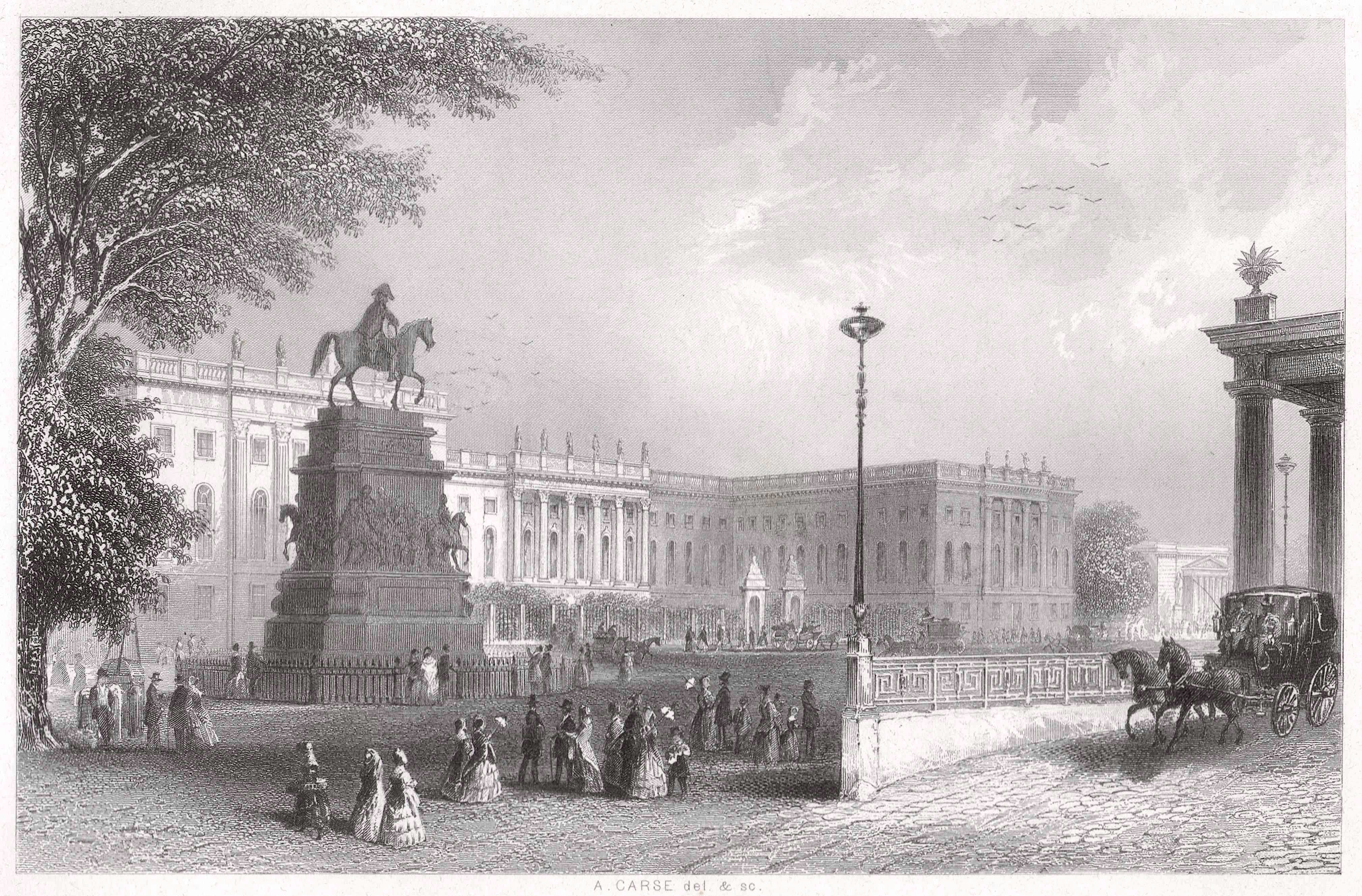
Universidad Friedrich Wilhelm en 1850.

Los fundadores de la teoría marxista Karl Marx y Friedrich Engels asistieron a la universidad, al igual que el poeta Heinrich Heine, el novelista Alfred Döblin, el fundador del estructuralismo Ferdinand de Saussure, el unificador alemán Otto von Bismarck, el fundador del Partido Comunista de Alemania Karl Liebknecht, el afroamericano Panafricanista W. E. B. Du Bois y el unificador europeo Robert Schuman, así como el influyente cirujano Johann Friedrich Dieffenbach en la primera mitad del siglo XIX.
La estructura de las universidades alemanas de investigación intensiva sirvió de modelo para instituciones como la Universidad Johns Hopkins. Además, se ha afirmado que "la universidad 'humboldtiana' se convirtió en un modelo para el resto de Europa [...] siendo su principio central la unión de la enseñanza y la investigación en el trabajo del académico o científico individual"."

### Ampliación
.

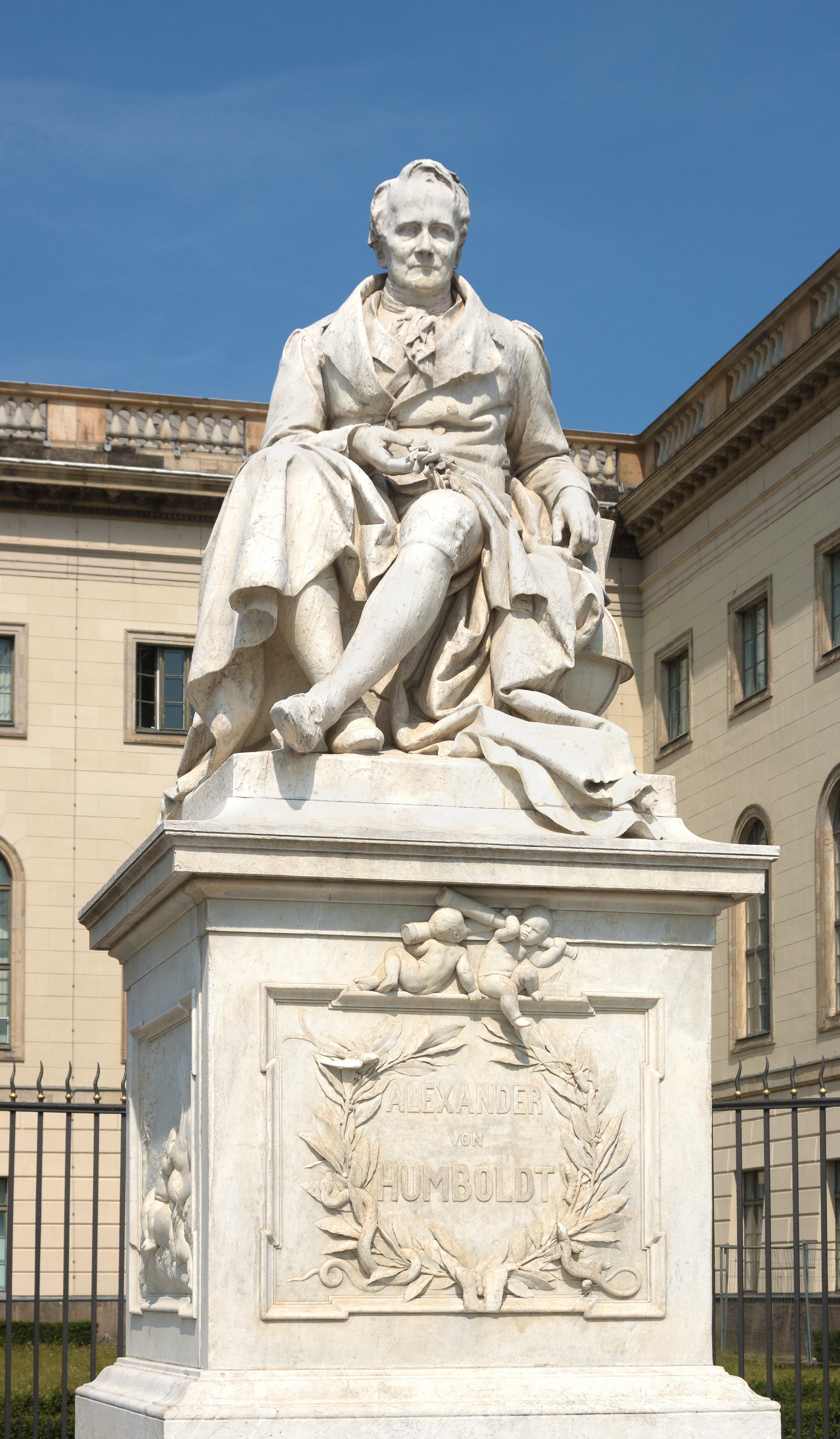
Estatua de Alexander von Humboldt en el exterior de la Universidad Humboldt, de 1883, obra del artista Reinhold Begas

Además del fuerte anclaje de las materias tradicionales, como la ciencia, el derecho, la filosofía, la historia, la teología y la medicina, la universidad se desarrolló para abarcar numerosas disciplinas científicas nuevas. Alexander von Humboldt, hermano del fundador Guillermo, promovió el nuevo aprendizaje. La construcción de modernas instalaciones de investigación en la segunda mitad del siglo XIX contribuyó a la enseñanza de las ciencias naturales. Investigadores famosos, como el químico August Wilhelm Hofmann, el físico Hermann von Helmholtz, los matemáticos Ernst Eduard Kummer, Leopold Kronecker, Karl Weierstrass, los médicos Johannes Peter Müller, Emil du Bois-Reymond, Albrecht von Graefe, Rudolf Virchow y Robert Koch, contribuyeron a la fama científica de la Universidad de Berlín.
.

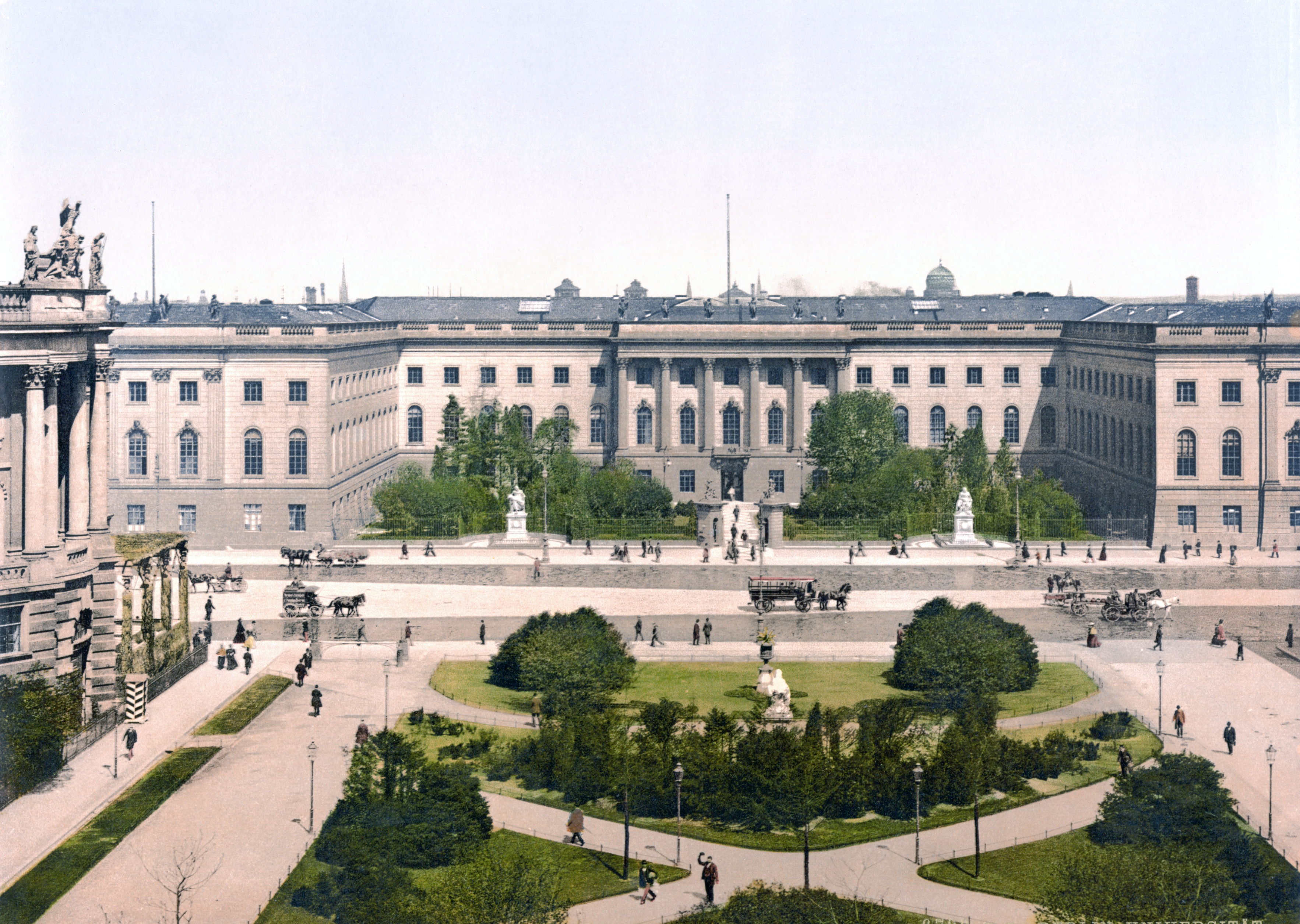
La Universidad Friedrich Wilhelm se convirtió en un modelo emulado de universidad moderna en el (fotocromo de 1900).

Durante este periodo de ampliación, la universidad se fue expandiendo para incorporar otras facultades de Berlín que antes estaban separadas. Un ejemplo sería la Charité, la Pépinière y el Collegium Medico-chirurgicum. En 1710, el rey Friedrich I hizo construir una casa de cuarentena para la peste a las puertas de la ciudad, que en 1727 fue rebautizada por el "rey soldado" Friedrich Wilhelm: "Es soll das Haus die Charité heißen" (Se llamará Charité [en francés, "caridad"]). En 1829 el lugar se convirtió en el campus médico de la Universidad Friedrich Wilhelm y permaneció así hasta 1927, cuando se construyó el más moderno Hospital Universitario.
En 1810, la universidad creó una colección de historia natural que, en 1889, necesitó un edificio independiente y se convirtió en el Museum für Naturkunde. La escuela de Tierarznei preexistente, fundada en 1790 y absorbida por la universidad, formó en 1934 la base del centro de medicina veterinaria (Grundstock der Veterinärmedizinischen Fakultät). También la Landwirtschaftliche Hochschule Berlin (Universidad Agrícola de Berlín), fundada en 1881, estaba adscrita a las facultades de agricultura de la universidad.
En agosto de 1870, en un discurso pronunciado en vísperas de la guerra con Francia, Emil du Bois-Reymond proclamó que "la Universidad de Berlín, acuartelada frente al palacio del Rey, es, por la escritura de nuestra fundación, el guardaespaldas intelectual de la Casa de Hohenzollern (das geistige Leibregiment des Hauses Hohenzollern). "

### Tercer Reich

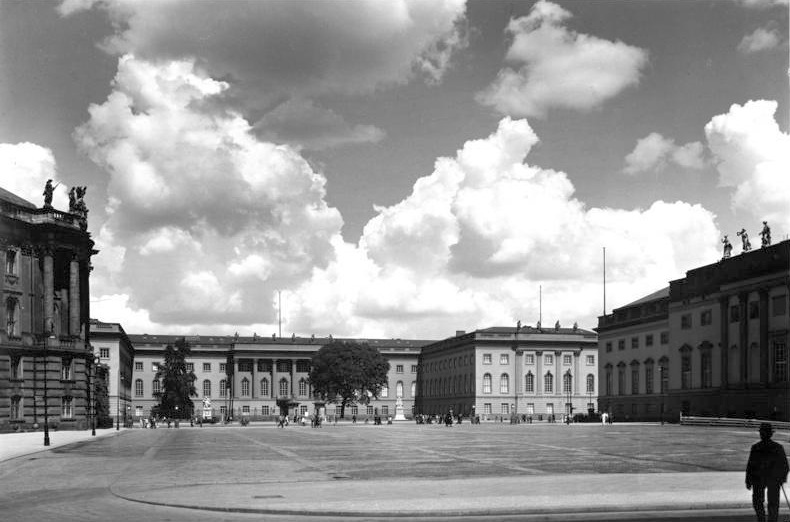
Universidad Friedrich Wilhelm en 1938.

Después de 1933, como todas las universidades alemanas, la Universidad Friedrich Wilhelm se vio afectada por la Régimen nazi. El rector durante este periodo fue Eugen Fischer. De la biblioteca de la universidad salieron unos 20.000 libros de "degenerados" y opositores al régimen que fueron quemados en la plaza el 10 de mayo de ese año en la Opernplatz (actual Bebelplatz) en una manifestación protegida por la SA que también contó con un discurso de Joseph Goebbels. En el centro de la plaza se encuentra ahora un monumento a este hecho, que consiste en un panel de cristal que da a una sala blanca subterránea con estantes vacíos para 20.000 volúmenes y una placa, con un epígrafe de una obra de 1820 de Heinrich Heine: "Das war ein Vorspiel nur, dort wo man Bücher verbrennt, verbrennt man am Ende auch Menschen" ("Esto no era más que un preludio; donde queman libros, al final queman personas").
La Ley para el restablecimiento de la función pública profesional (en alemán, "Gesetz zur Wiederherstellung des Berufsbeamtentums") provocó el despido de 250 profesores y empleados judíos de la Universidad Friedrich Wilhelm durante 1933-1934 y la retirada de numerosos doctorados. Los estudiantes y académicos opositores políticos a los nazis fueron expulsados de la universidad y a menudo deportados. Durante este tiempo, casi un tercio de todo el personal fue despedido por los nazis.

### Guerra fría

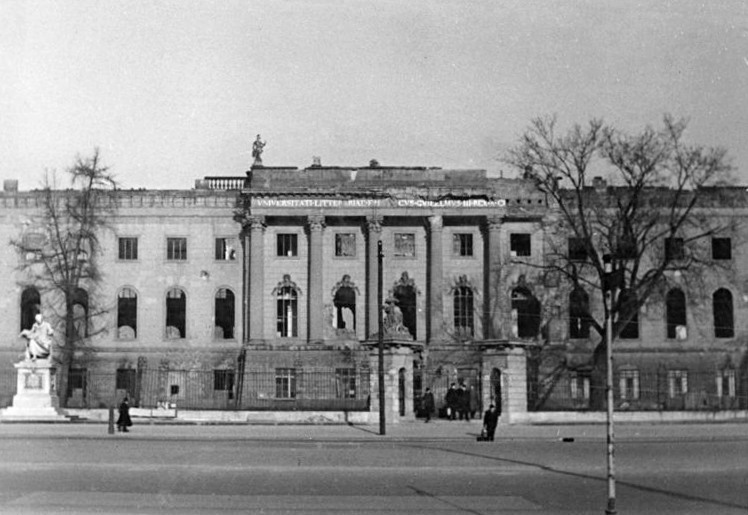
Universidad Humboldt, 1950

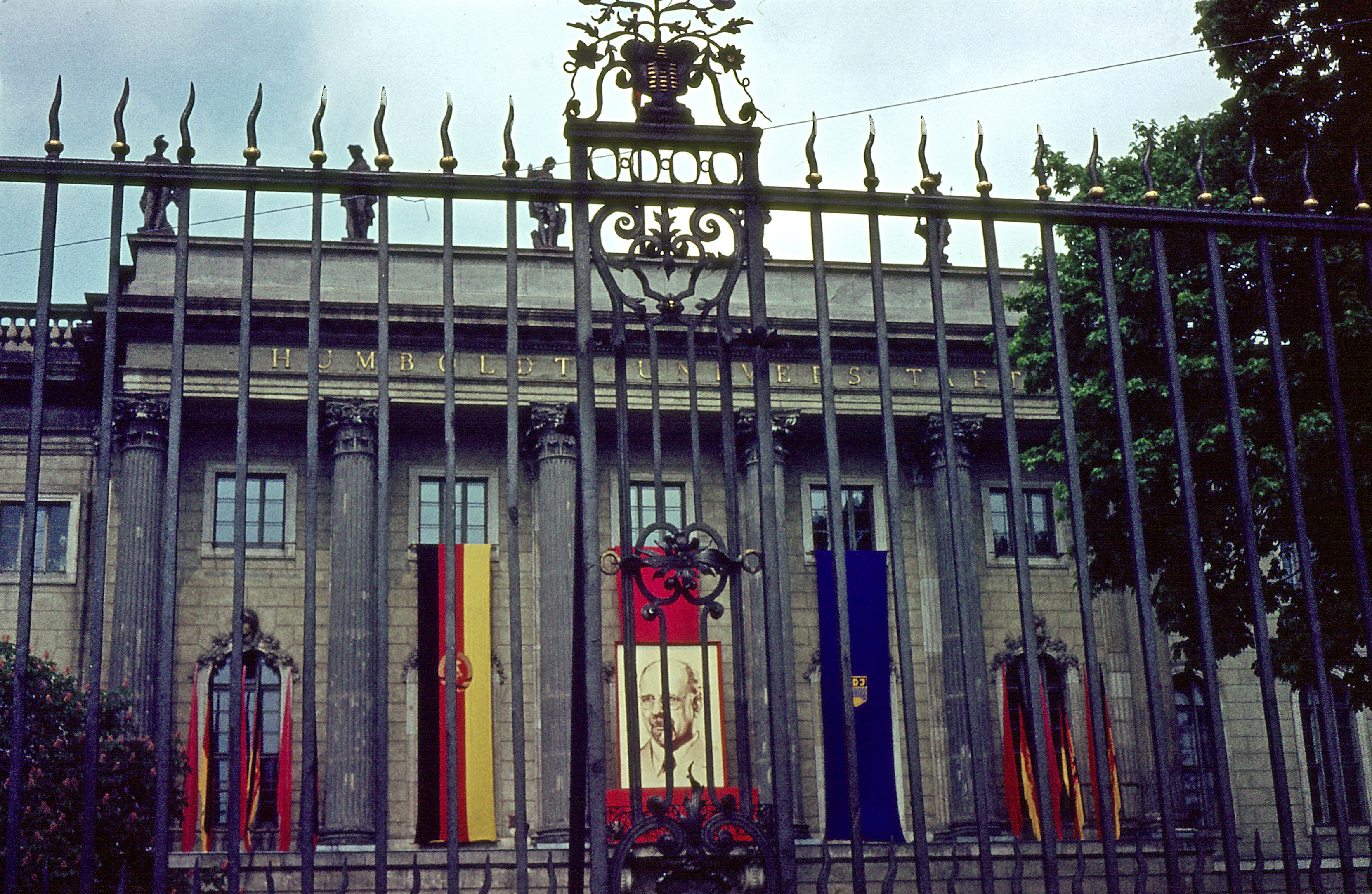
Universidad Humboldt en 1964.

Durante la Guerra Fría, la universidad se ubicó en Berlín Oriental. Se reabrió en 1946 como Universidad de Berlín, pero se enfrentó a la represión de la Administración Militar Soviética en Alemania, incluyendo la persecución de los estudiantes liberales y socialdemócratas. Casi inmediatamente, los ocupantes soviéticos empezaron a perseguir a los no comunistas y a suprimir la libertad académica en la universidad, exigiendo que las clases se sometieran a la aprobación de los funcionarios del Partido de la Unidad Socialista, e introduciendo propaganda soviética en la cafetería. Esto provocó fuertes protestas entre el alumnado y el profesorado. La policía secreta NKVD detuvo a varios estudiantes en marzo de 1947 como respuesta. El Tribunal Militar Soviético de Berlín-Lichtenberg dictaminó que los estudiantes estaban involucrados en la formación de un "movimiento de resistencia en la Universidad de Berlín", así como en el espionaje, y fueron condenados a 25 años de trabajos forzados. Entre 1945 y 1948, otros 18 estudiantes y profesores fueron detenidos o secuestrados, muchos de ellos durante semanas, y algunos llevados a la Unión Soviética y ejecutados. Muchos de los estudiantes perseguidos por los soviéticos participaban activamente en la resistencia liberal o socialdemócrata contra la "dictadura" comunista impuesta por los soviéticos; el partido comunista alemán había considerado a los socialdemócratas como sus principales enemigos desde los primeros días de la República de Weimar. Durante el Bloqueo de Berlín, la Universidad Libre de Berlín se estableció como sucesora occidental de facto en Berlín Occidental en 1948, con el apoyo de Estados Unidos, y conservando las tradiciones y el profesorado de la antigua Universidad Friedrich Wilhelm. El nombre de la Universidad Libre hace referencia a la percepción de Berlín Occidental como parte del "mundo libre" occidental, en contraste con el mundo comunista "no libre" en general y la universidad "no libre" controlada por los comunistas en Berlín Oriental en particular.
Dado que el nombre histórico, Universidad Friedrich Wilhelm, tenía orígenes monárquicos, la escuela fue rebautizada oficialmente en 1949. Aunque las autoridades ocupacionales soviéticas preferían que la escuela llevara el nombre de un líder comunista, los dirigentes de la universidad pudieron llamarla Universidad Humboldt de Berlín, en honor a los dos hermanos Humboldt, un nombre que tampoco era controvertido en Occidente y que capitalizaba la fama del nombre Humboldt, asociado al modelo humboldtiano de educación superior.

### Alemania moderna

El edificio principal de la Universidad Humboldt, situado en el distrito "Mitte" de Berlín (bulevar Unter den Linden).

Tras la reunificación alemana, la universidad se reestructuró radicalmente bajo las Comisiones de Estructura y Nombramiento, presididas por profesores de Alemania Occidental. Para los departamentos de ciencias sociales y humanidades, el profesorado fue sometido a un proceso de "liquidación", en el que se rescindieron los contratos de los empleados y se abrieron puestos a nuevos académicos, principalmente alemanes occidentales. A los profesores más veteranos se les ofreció la jubilación anticipada. El sistema de educación superior de Alemania Oriental incluía un número mucho mayor de profesores asistentes permanentes, conferenciantes y otros puestos académicos de nivel medio. Tras la reunificación, estos puestos se suprimieron o se convirtieron en puestos temporales por coherencia con el sistema de Alemania Occidental. Como resultado, sólo el 10% de los académicos de nivel medio de la Universidad de Humboldt seguían teniendo un puesto en 1998. A través de las transformaciones, los vínculos de investigación e intercambio de la universidad con instituciones de Europa del Este se mantuvieron y estabilizaron.
En la actualidad, la Universidad Humboldt es una universidad estatal con un gran número de estudiantes (36.986 en 2014, entre ellos más de 4.662 extranjeros) siguiendo el modelo de las universidades de Alemania Occidental, y al igual que su homóloga la Universidad Libre de Berlín.
La universidad consta de tres campus diferentes, a saber, Campus Mitte, Campus Nord y Campus Adlershof. Su edificio principal está situado en el centro de Berlín, en el bulevar Unter den Linden y es el corazón del Campus Mitte. El edificio fue construido por orden del rey Federico II para su hermano menor el príncipe Enrique de Prusia. Alrededor del edificio principal se encuentran todos los institutos de humanidades, así como el Departamento de Derecho y el Departamento de Economía y Negocios. El Campus Nord está situado al norte del edificio principal, cerca de Berlin Hauptbahnhof y es la sede de los departamentos de ciencias de la vida, incluido el centro médico universitario Charité. Las ciencias naturales, junto con la informática y las matemáticas, se encuentran en el Campus Adlershof, en el sureste de Berlín. Además, la universidad continúa con su tradición de venta de libros en las puertas de la universidad que dan a la Bebelplatz.

## Alumnos
En la historia de la Humboldt-Universität hay numerosos científicos famosos. En 2020, había 29 premios Nobel que estaban asociados a la universidad en el momento de su vida científica. Otros 27 premios Nobel están asociados a personalidades que estuvieron activas en la Universidad de Berlín durante su vida científica.
Cuando el Premio Nobel se concedió por primera vez en 1901, uno de los codiciados galardones recayó en la Universidad de Berlín, en el químico holandés Jacobus Henricus van 't Hoff. Un año más tarde, Theodor Mommsen, profesor de historia antigua, fue galardonado con el primer Premio Nobel de Literatura alemán. El Premio Nobel de Física fue concedido a numerosos investigadores que tenían conexiones científicas con la universidad. Entre el total de 29 premios Nobel estaban Albert Einstein y Max Planck. Por sus logros en química, Emil Fischer, Walther Nernst y Otto Hahn fueron galardonados, y en medicina Robert Koch y Otto Warburg.

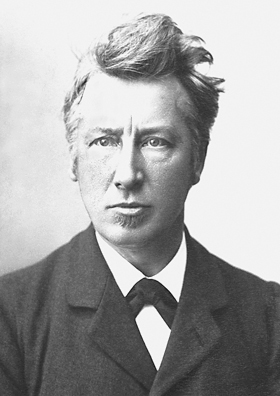
Jacobus Henricus van 't Hoff
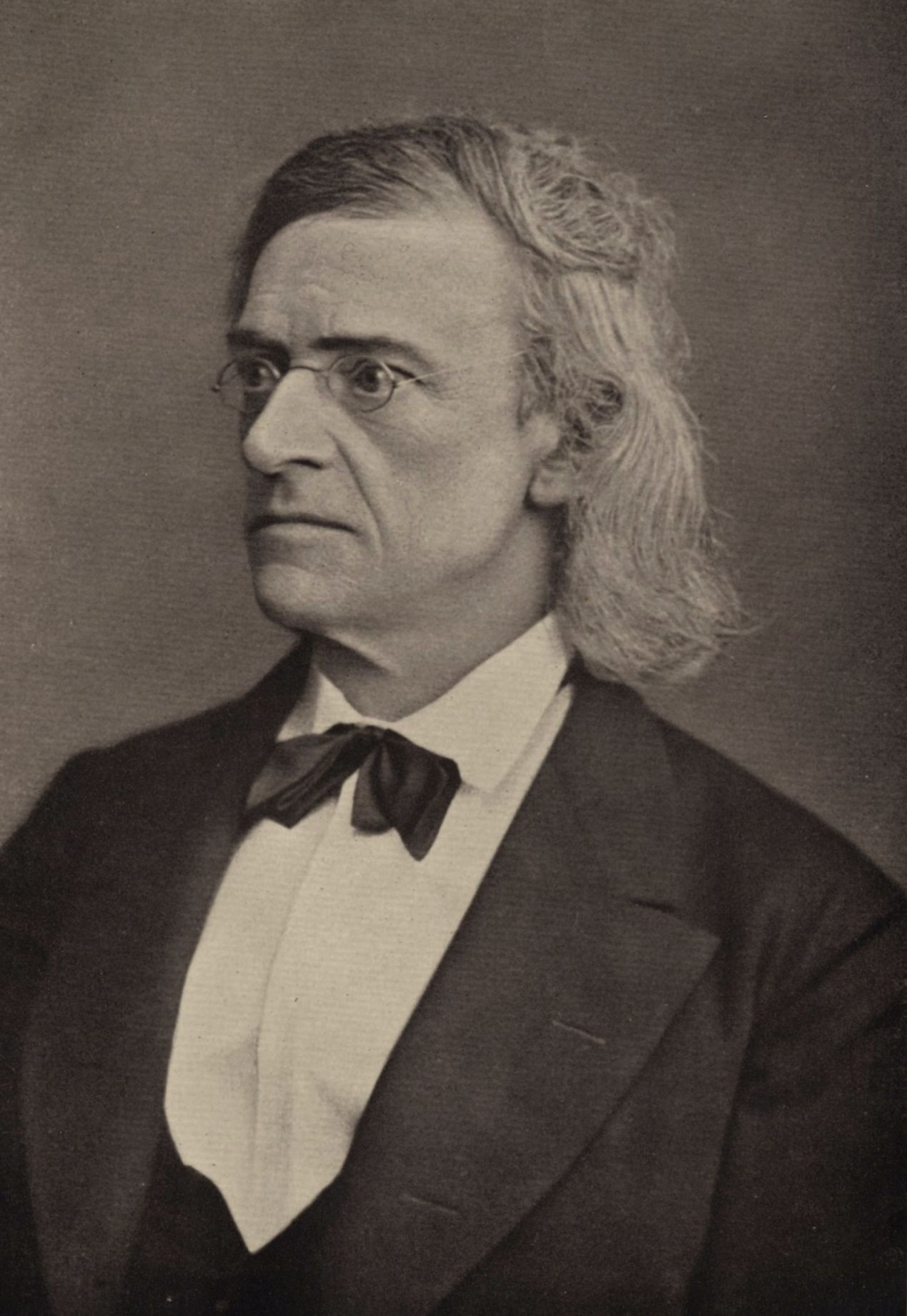
Theodor Mommsen
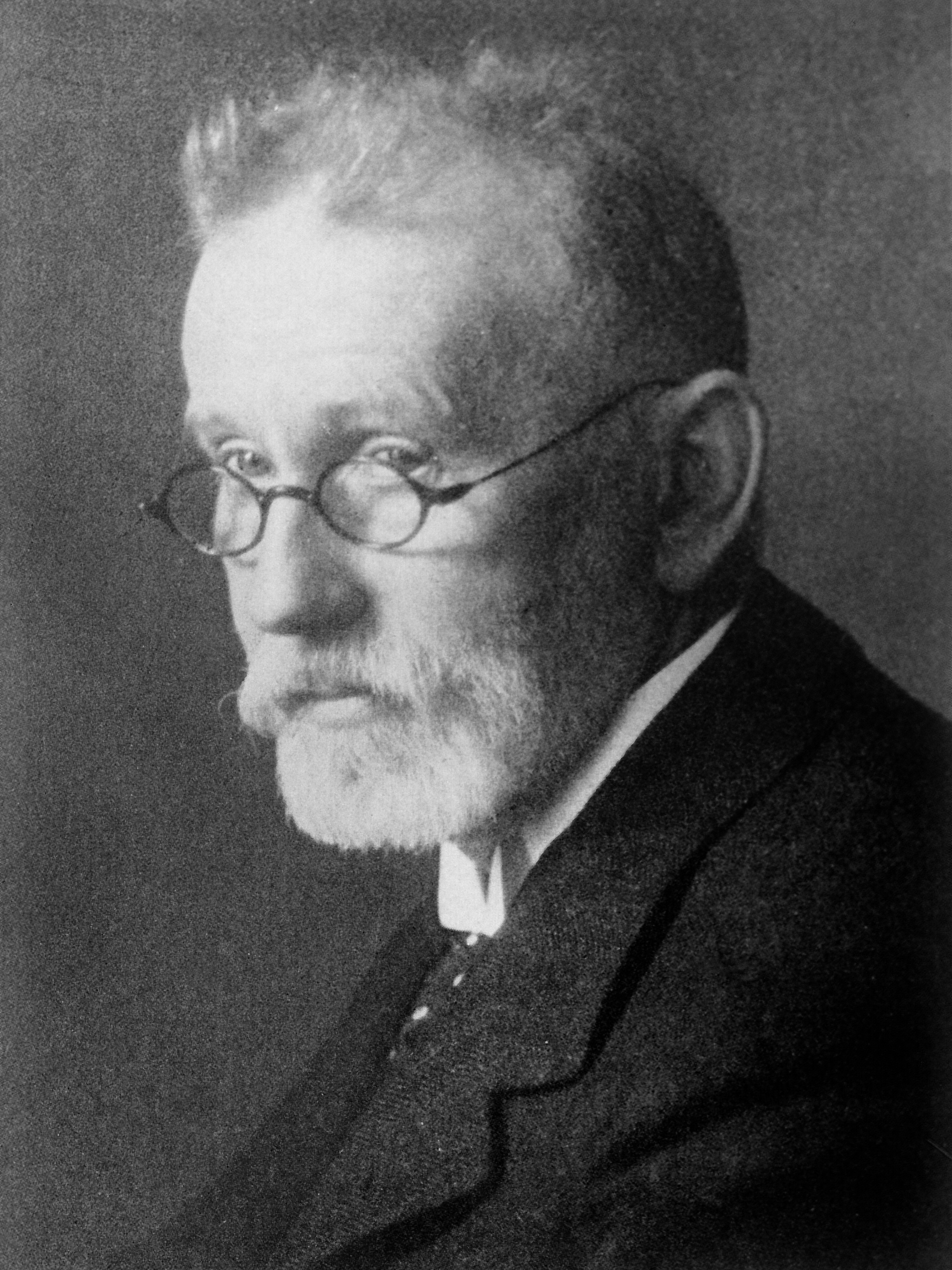
Paul Ehrlich
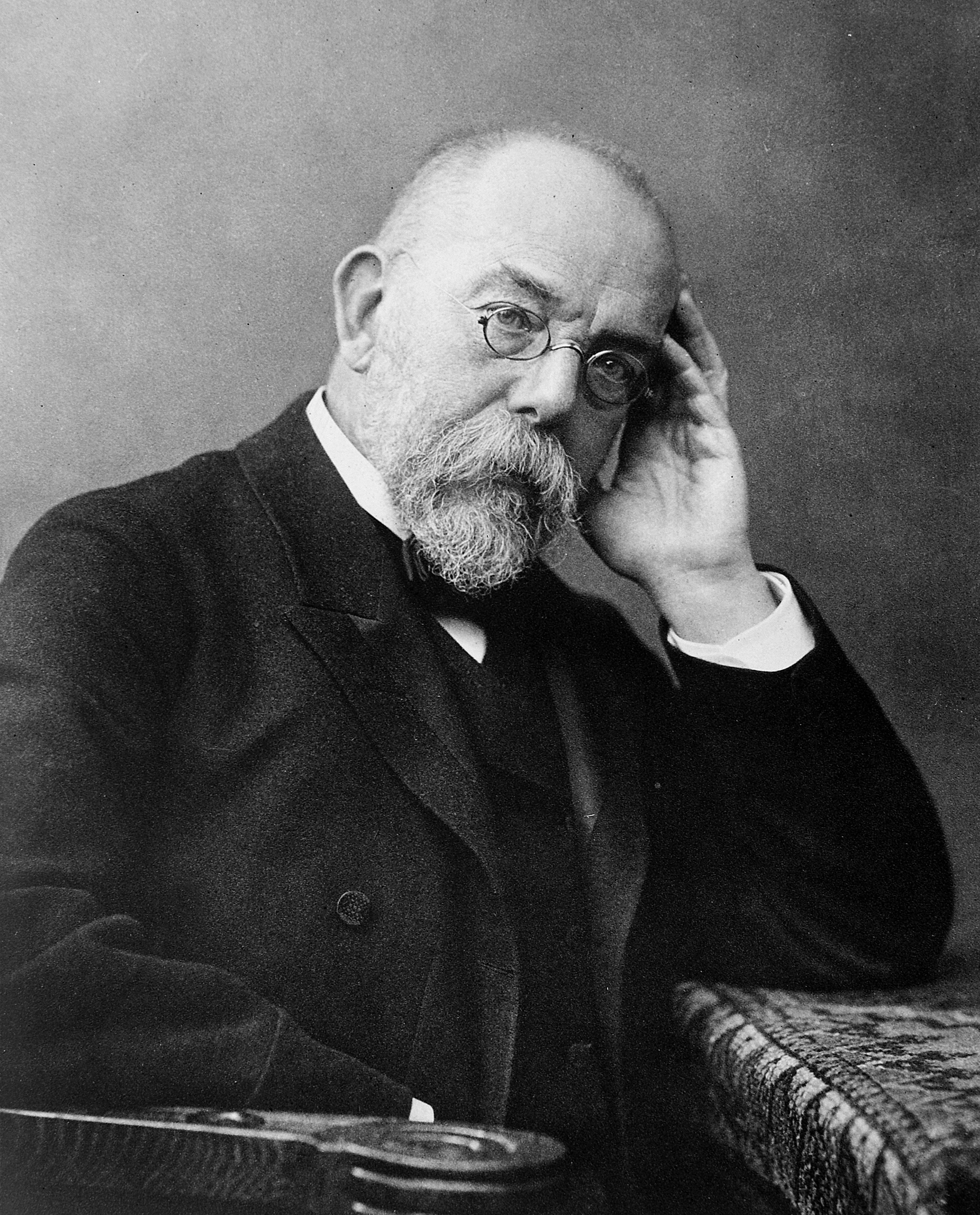
Robert Koch
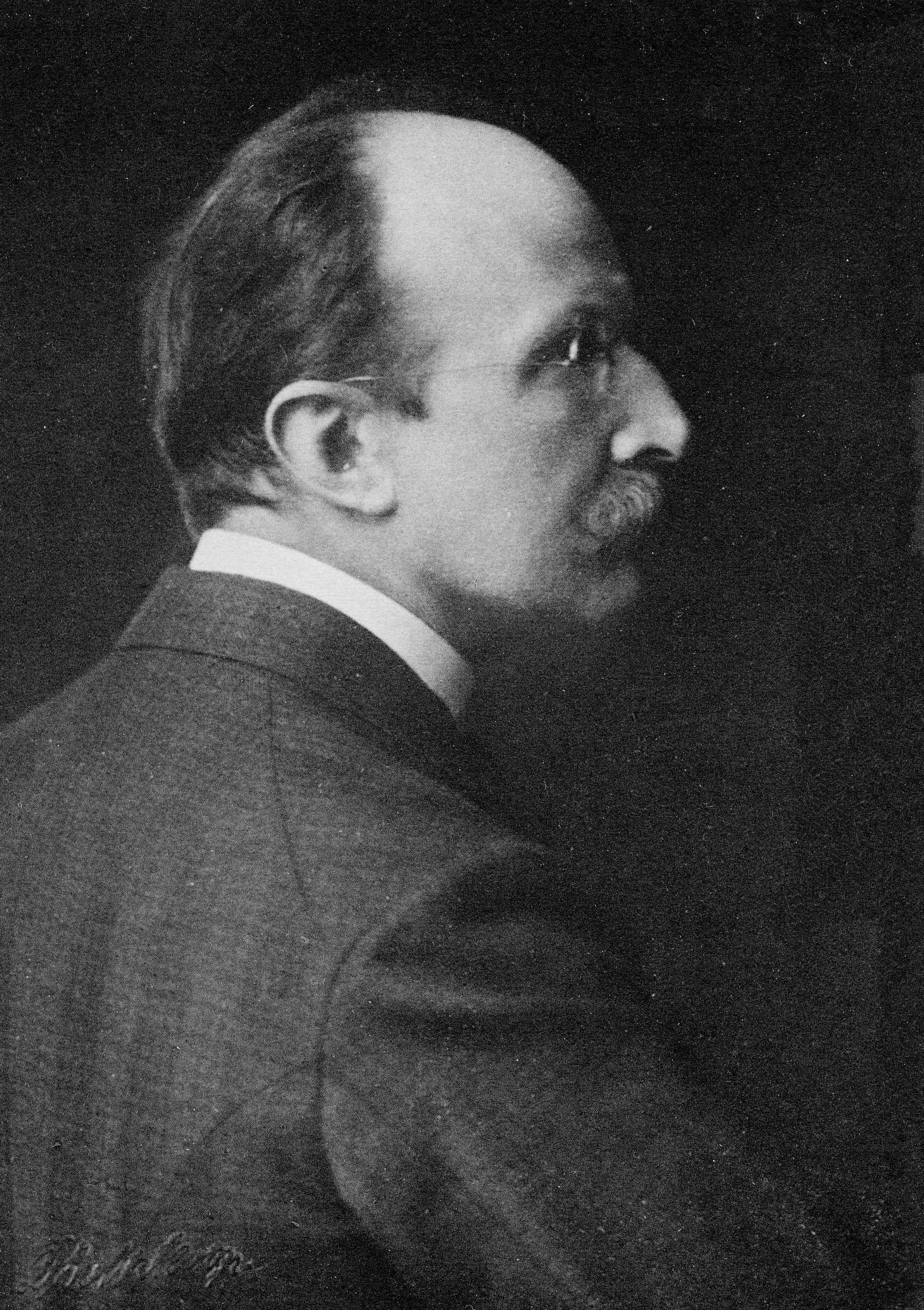
Max Planck
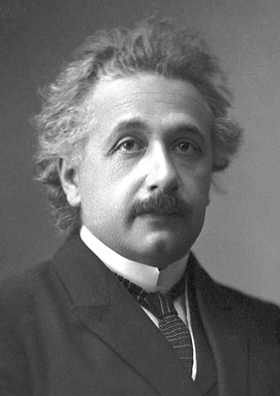
Albert Einstein
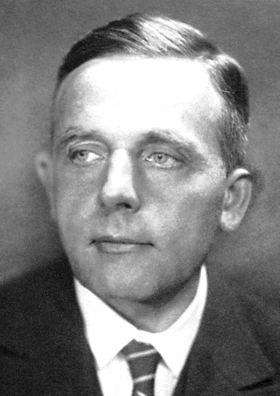
Otto Warburg
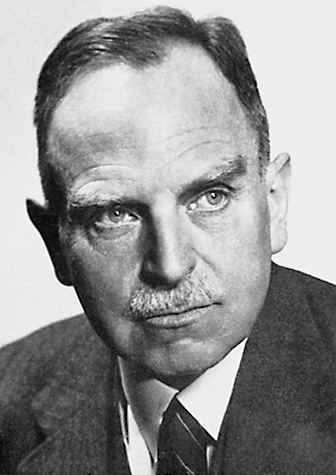
Otto Hahn